# Vapno
Vapno je cjelokupni naziv za živo (CaO), gašeno (Ca(OH)2) te hidratizirano (stariji naziv hidraulično) vapno. Slabo je topljivo u vodi. Često može sadržavati oko 10% aluminijskih primjesa.

## Živo vapno
Živo vapno miješa se s vodom (gasi), pri čemu se razvija toplina, a komadi poroznoga kamena se raspadaju u kalcijev hidroksid (Ca(OH)2), sitan prah koji se naziva gašenim građevnim vapnom.

## Gašeno vapno
Gašeno građevinsko vapno (kalcijev hidroksid, kreč, Ca(OH)2) dobiva se reakcijom živoga vapna s velikom količinom vode (tzv. „gašenje vapna“).

## Uporaba i primjena
U graditeljstvu se rabi za pripravu (proizvodnju) građevinskih mortova za zidanje i žbukanje, gdje služi kao vezivo, a koristi se i u kemijskoj industriji za proizvodnju boja (za unutarnje i vanjske boje), u cestogradnji (stabilizacija tla) i dr.
Vapno se rabi i za proizvodnju karbida, u metalurgiji za uklanjanje nečistoća vezivanjem u silikatnu trosku, u obradbi voda, u proizvodnji papira, u keramičkoj, prehrambenoj (rafiniranje šećera) i tekstilnoj i prehrambenoj industriji, u poljodjelstvu za neutralizaciju tla itd., za zaštitu voćaka od insekata
Koristi se za dezinfekciju mineralno vezanih podloga, za sanaciju ekoloških incidenata, za pročišćavanje i neutralizaciju otpadnih voda (tzv. omekšavanje vode), itd.

### Pozor!
- Živo i gašeno vapno nagrizaju i nadražuju kožu, sluznice dišnih organa i oči, pa je pri radu s vapnom potrebna zaštitna oprema.
- Udisanje: U slučaju prašenja kašalj, otežano disanje i gušenje.
- Koža: Crvenilo, žarenje ili bol.
- Oči: Uzrokuje suzenje očiju, crvenilo, bol, a moguće je zamagljenje ili slabljenje vida.
- Gutanje: Nije vjerojatno, ali u slučaju gutanja očekuje se žarenje ili bol, te mučnina i povraćanje.

## Opasnosti
- na okoliš djeluje promjena pH vrijednosti tla i vode kod velikih onečišćenja,
- fizikalno-kemijski učinci: egzotermna reakcija s vodom i kiselinama. U prisustvu vode, reagira s aluminijem, pri čemu se razvija vodik.

## Vanjske poveznice
- Tvornica vapna u Drnišu
- Istarska tvornica vapna  Arhivirana inačica izvorne stranice od 7. ožujka 2008. (Wayback Machine)
- Kamen Sirač d.d.
- Članak o vapnu  Arhivirana inačica izvorne stranice od 12. svibnja 2013. (Wayback Machine)
- Hrvatska enciklopedija (LZMK), Broj 11 (Tr-Ž), str. 718. Za izdavača: Leksikografski zavod Miroslav Krleža, Zagreb 2009.g. ISBN 978-953-6036-41-7
- vapno Hrvatska tehnička enciklopedija, portal hrvatske tehničke baštine. LZMK